# Fiskefluga

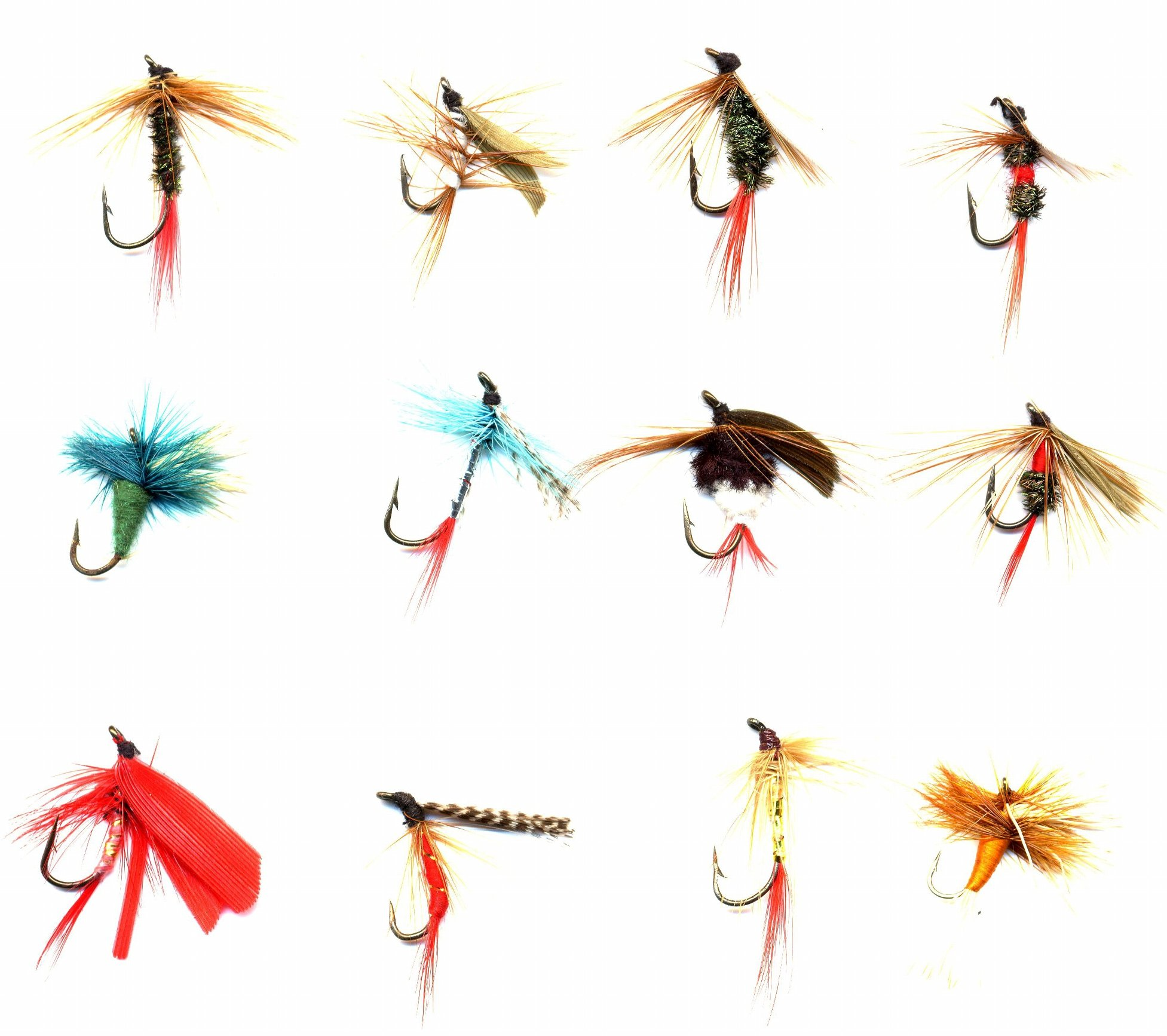
fiskeflugor

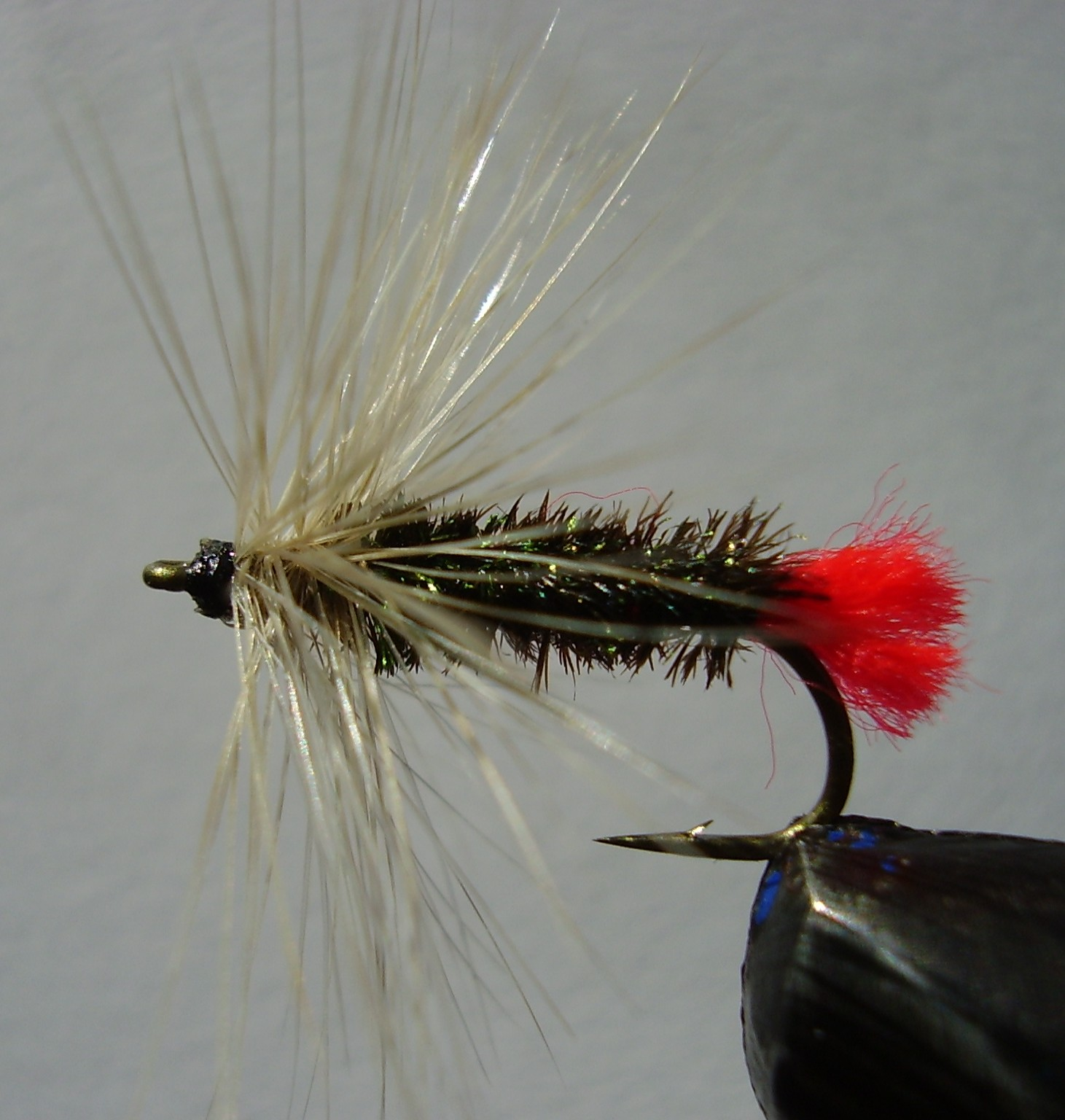

En fiskefluga är ett bete som används vid flugfiske. Ett flugmönster kan likna en insekt, fiskyngel  eller vara en ren fantasiprodukt, för att reta fiskens huggreflexer.

## Historia
När den första flugan kom till är man oense om. Man vet bestämt att så kallat dapping-fiske förekommit långt före fiske med konstgjorda flugor. År 1496 utkom den första boken om flugfiske skriven av Juliana Berners, och i denna finns konstgjorda flugor kommit till användning. I boken The Compleat Angler skriven av Izaak Walton utgiven 1653 nämns torrfluga Oak Fly. De första flugor som användes var troligtvis olika typer av våtflugor. Streamer kan här räknas som en underklass till våtflugan. Den klassiska våtflugan (till exempel March Brown med stjärt, en dubbad kropp, ett falskt hackel och en vinge av fjäder) tillkom under första hälften av 1800-talet.  Frederic Halford anses tillsammans med George Selwyn Marryat av många som det moderna torrflugfiskets fader. De gav 1886 ut boken Floating Flies and How to Dress Them. Det var inte dessa herrar som uppfann torrflugan, deras bidrag var däremot att de utvecklade flugtypen och framför allt tekniken med uppströms torrflugfiske. Nymffiskets fader var en annan engelsman vid namn George Edward MacKenzie Skues. I hans bok "minor tactics of the chalk stream" från 1910 beskriver han flugfiske med imitationer av sländornas nymfer. Skues nymfer imiterade nymfer strax under vattenytan på väg att kläckas. Ytterligare en engelsman vars namn bör nämnas i nymfsammanhang är Frank Sawyer som utvecklade fisket med, och den sjunkande nymfen.

## Krokar
De allra flesta fiskeflugor är bundna på en enkelkrok. Dubbelkrokar används ibland till våtflugor men är kanske mest förknippade med lax- och havsörings- flugor. Det finns även s.k. tubflugor som är bundna på en tub av metall eller plast. Linan träs igenom tuben och sedan knyts en trekrok fast i änden av linan. På detta sätt kan man binda en stor fluga utan att vara tvungen att använda en stor krok. En annan fördel med tubflugor är att fisken inte kan använda sig av flugan som hävstång för att ta sig lös från kroken. Även denna typ av fluga är mest förknippad med lax- och havsörings- fiske.

## Olika typer av flugor
Fiskeflugor brukar delas in i torrflugor, våtflugor, streamer och nymfer. Torrflugor fiskas på vattenytan, våtflugor, streamers och nymfer fiskas under vattenytan.  

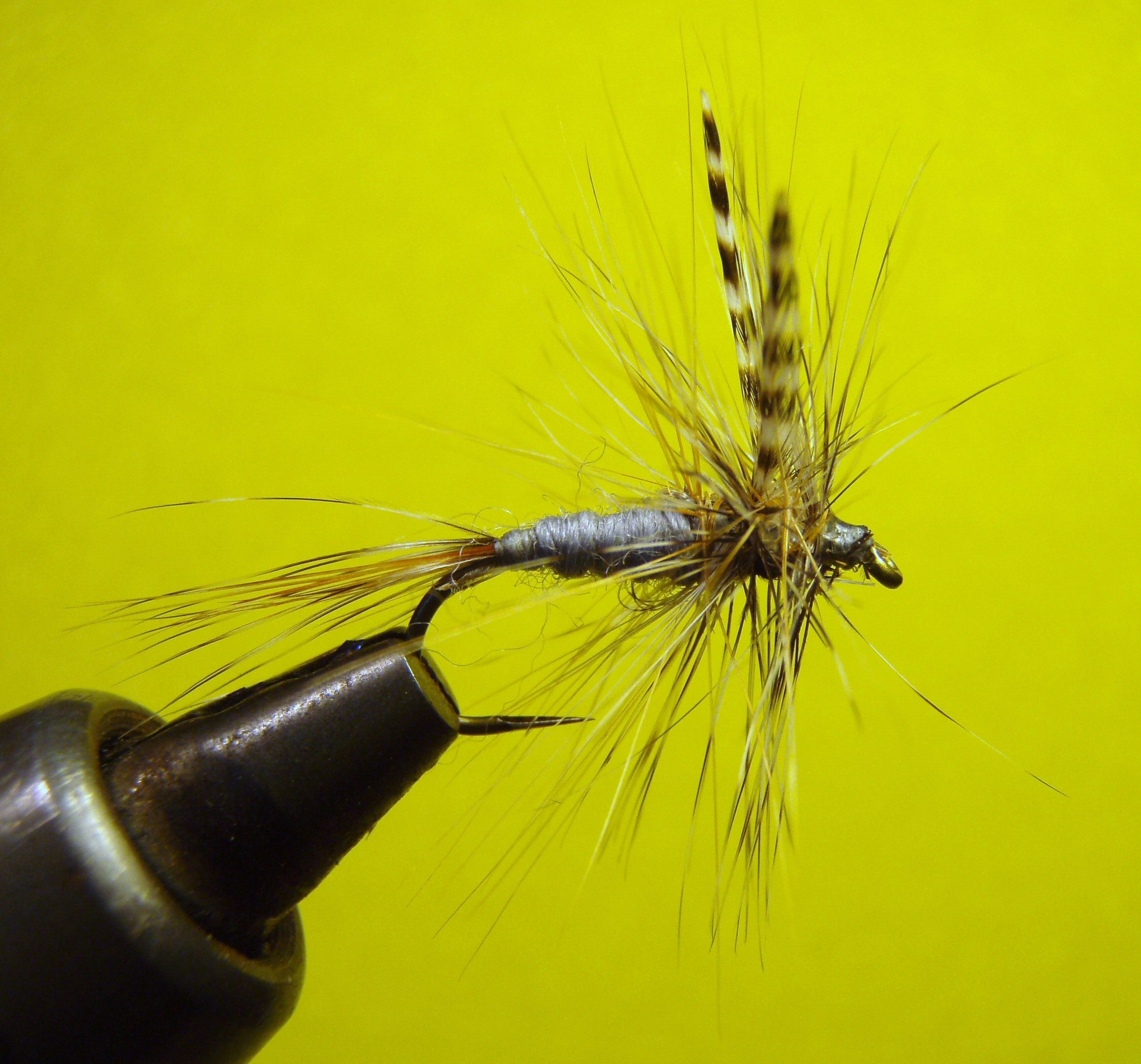
en torrfluga

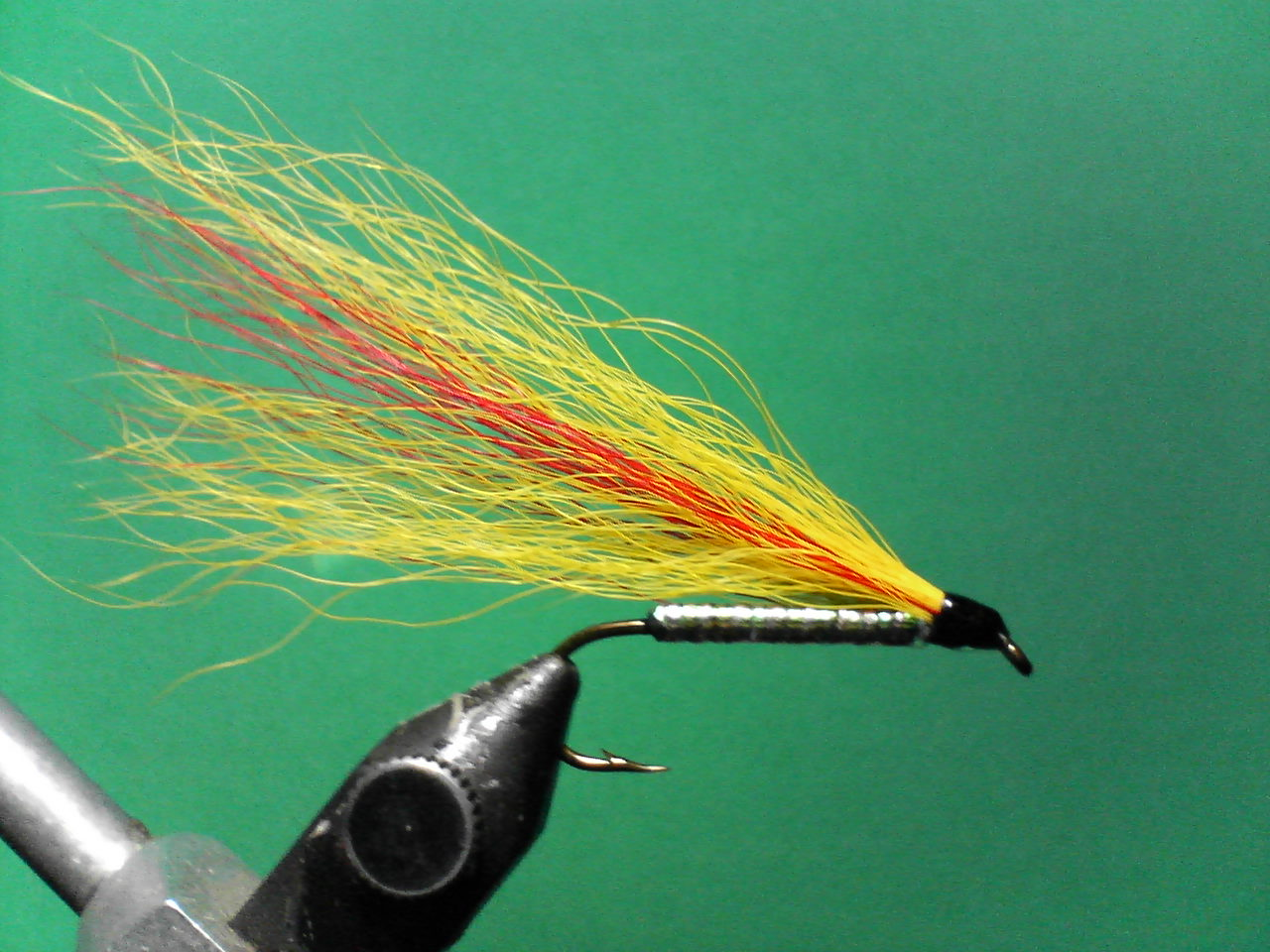
en streamer

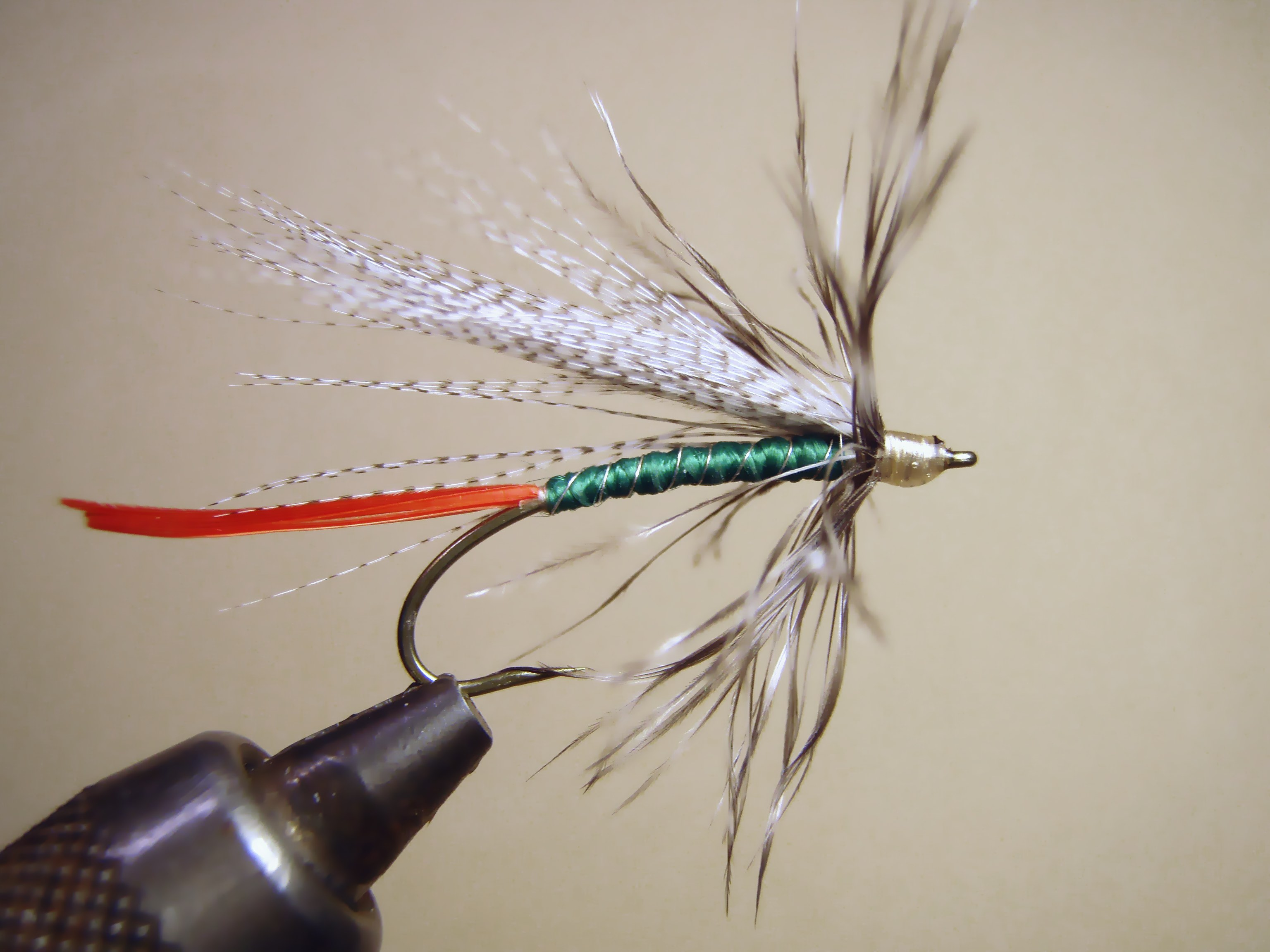
en våtfluga

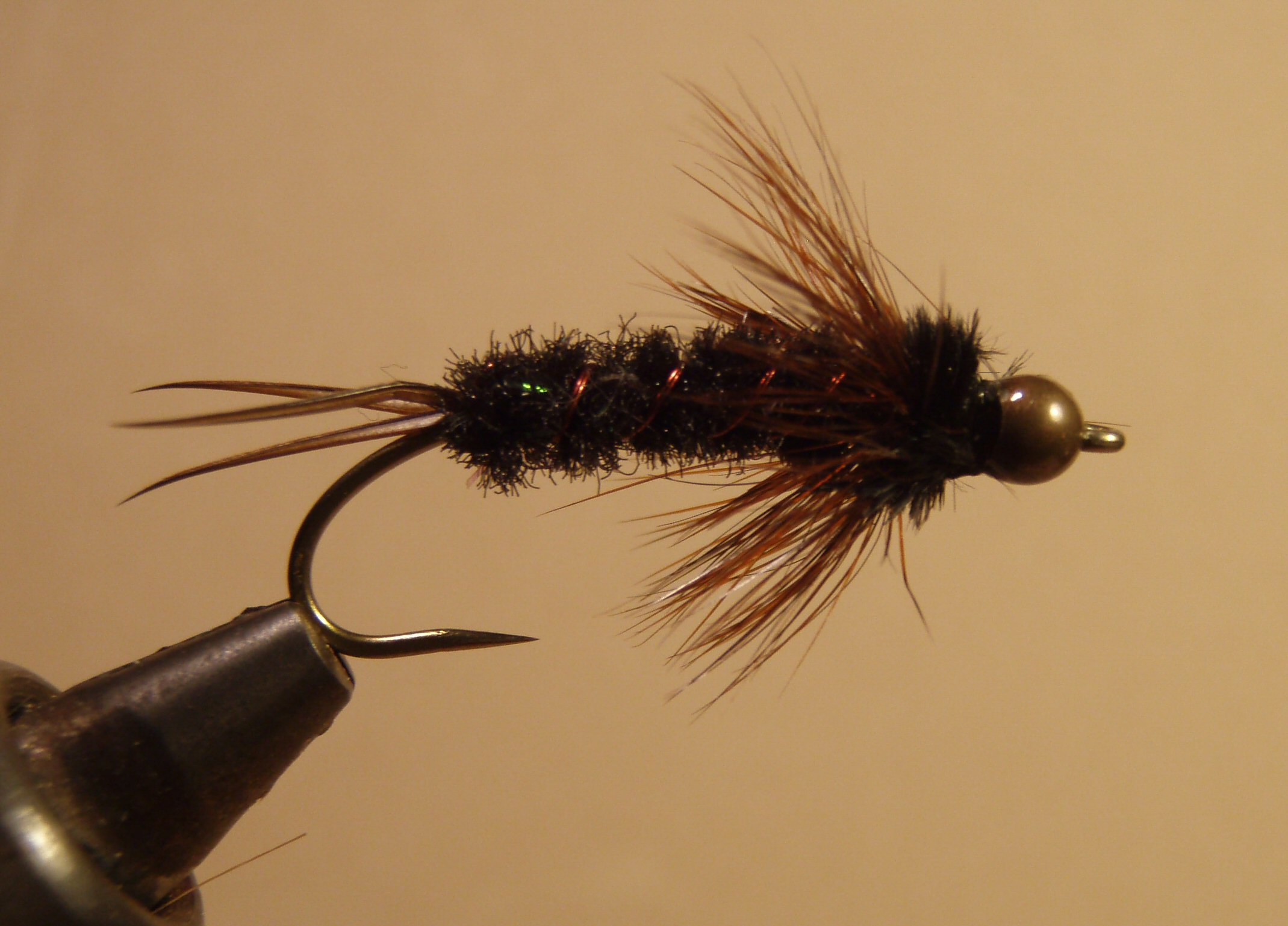
en nymf

### Torrfluga
Torrfluga är en fiskefluga som tack vare att den impregnerats eller bundits av flytande material flyter på eller i vattenytan. Den imiterar vanligtvis olika sländor men kan även imitera s.k. terrestrials, d.v.s. landinsekter som hamnat på vattnet ex. getingar eller skalbaggar.

### Streamer
Streamer är en fiskefluga främst avsedd att imitera en bytesfisk. Ofta med silverfärgad kropp och vinge av hår eller fjädrar.

### Våtfluga
En våtfluga representerar en dränkt insekt, ett räkdjur, ett litet fiskyngel eller vattenlevande insekter.

### Nymf
En nymf skall imitera just de olika sländornas nymfer.

### Spider
En våtfluga med väldigt tunt dubbad kropp och ett glest hackel.

### Flymf
En blandning av våtfluga(eng:fly) och nymf(eng:nymph), med en fluffigt dubbad kropp av hår och ett mjukt hackel.

### Tubfluga
Fluga som binds på en tub av plast, aluminium eller mässing. Tafsen träs igenom tuben och en krok (vanligtvis 3-krok)apteras bakom tuben.